# Championnat d'Europe de courses de camions 2016
Pour les articles homonymes, voir CECC.
Navigation
2015 2017
Le championnat ETRC 2016, 32e édition du championnat d'Europe de courses de camions débute le 30 mai 2016 à Spielberg en Autriche, et s’achève le 9 octobre 2016 au Mans en France et comporte neufs Grands Prix. Il est marqué par la nomination d’un nouveau promoteur ETRA (European Truck Racing Association) le 10 juillet 2015, chargé d’assurer la promotion, la gestion et le développement du championnat avec un plan stratégique pour les cinq prochaines années. 
Jochen Hahn obtient son quatrième titre lors de la 1re course de la dernière manche au Mans,à désormais une couronne du record détenu par Steve Parrish. Adam Lacko est vice-champion d’Europe des pilotes comme en 2015 et René Reinert termine au troisième rang, meilleur classement de sa carrière. Du côté des équipes, le titre revient pour la première fois au Team Reinert Adventure lors de la 2e course du Grand Prix de Jarama, 8e manche du championnat, Buggyra Racing 1969 et WOW! (Women on Wheels) prennent les deuxième et troisième places.

## Repères en début de saison
Débuts
Le championnat marque les débuts de deux pilotes, le britannique Ryan Smith qui a fait ses débuts dans le championnat anglais en 2014. Il rejoint l’équipe Oxxo Racing Team en remplacement de Norbert Kiss pour une partie du championnat avant peut-être de le courir dans son intégralité en 2017. Le tchèque, Jiri Forman, qui débuta par le karting à l’âge de 10 ans, il a participé aux championnats britannique et tchèque, il remporta même trois titres dans ce dernier.Il remplace David Vršecký dans l’équipe Buggyra racing 1969.
Départs
Antonio Albacete est absent pour la première fois du championnat, à la suite du retrait de son sponsor principal Cepsa de tous les sports automobiles. Le budget alloué par ses nouveaux sponsors n’a pas été suffisant pour participer à l’ensemble du championnat. David Vršecký quitte le championnat européen pour se consacrer au championnat chinois et continuera à participer à la Tatra Phoenix Dakar. Il aura eu comme seule équipe au cours de sa carrière de pilotes camion Buggyra racing 1969.
Équipes
Après avoir fait équipe avec le Oxxo Racing Team le Lion truck racing s’associe avec l’équipe du jeune pilote allemand Sacha Lenz. Une nouvelle équipe WOW (Women On Wheels) fait ses débuts dans le championnat, exclusivement féminine, elle est composée de Stephanie Halm et d’Ellen Lhor
Transferts
Après cinq saisons Norbert Kiss quitte l’équipe hongroise Oxxo Energy et rejoint l’équipe allemande Tankpool 24 au côté d’André Kursim.

## Grand Prix de la saison 2016
Le 3 décembre 2015, le Conseil mondial de la Fédération internationale de l'automobile réuni à Paris approuve le calendrier 2016 et officialise donc une saison comprenant neuf Grand Prix, sur les mêmes circuits qu'en 2015, avec une course en moins ; le Grand Prix de Valence.
| N° | Date          | Grand Prix                  | Lieu             | Vainqueur Course 1 | Vainqueur Course 2 | Vainqueur Course 3 | Vainqueur Course 4 | Pole Position Course 1 | Pole Position Course 3 |
| -- | ------------- | --------------------------- | ---------------- | ------------------ | ------------------ | ------------------ | ------------------ | ---------------------- | ---------------------- |
| 1  | 30.04 – 01.05 | Grand Prix du Red Bull Ring | Spielberg        | Jochen Hahn        | Rene Reinert       | Adam Lacko (en)    | Adam Lacko (en)    | Jochen Hahn            | Adam Lacko (en)        |
| 2  | 28.05 – 29.05 | Grand Prix de Misano        | Misano Adriatico | Adam Lacko (en)    | Adam Lacko (en)    | Adam Lacko (en)    | Jochen Hahn        | Adam Lacko (en)        | Adam Lacko (en)        |
| 3  | 11.06 – 12.06 | Grand Prix de Nogaro        | Nogaro           | Norbert Kiss       | Rene Reinert       | Jochen Hahn        | Adam Lacko (en)    | Norbert Kiss           | Adam Lacko (en)        |
| 4  | 02.07 – 03.07 | Grand Prix du Nürburgring   | Nürburg          | Jochen Hahn        | Stephanie Halm     | Adam Lacko (en)    | Adam Lacko (en)    | Jochen Hahn            | Jochen Hahn            |
| 5  | 27.08 – 28.08 | Grand Prix de Hongrie       | Budapest         | Jochen Hahn        | Stephanie Halm     | Jochen Hahn        | Adam Lacko (en)    | Jochen Hahn            | Norbert Kiss           |
| 6  | 03.09 – 04.09 | Grand Prix de Most          | Most             | Adam Lacko (en)    | Ryan Smith         | Jochen Hahn        | Jochen Hahn        | Jochen Hahn            | Jochen Hahn            |
| 7  | 17.09 – 18.09 | Grand Prix de Zolder        | Zolder           | Jochen Hahn        | Adam Lacko (en)    | Jochen Hahn        | Adam Lacko (en)    | Adam Lacko (en)        | Adam Lacko (en)        |
| 8  | 01.10 – 02.10 | Grand Prix de Jarama        | Jarama           | Adam Lacko (en)    | Jochen Hahn        | Jochen Hahn        | Anthony Janiec     | Adam Lacko (en)        | Jochen Hahn            |
| 9  | 08.10 – 09.10 | Grand Prix du Mans          | Le Mans          | Jochen Hahn        | Stephanie Halm     | Jochen Hahn        | Stephanie Halm     | Jochen Hahn            | Adam Lacko (en)        |

## Faits marquants du championnat
Stephanie Halm et Gerd Körber participe cette année à la totalité du championnat. Stephanie Halm est donc la deuxième femme à participer à la totalité du championnat après l'allemande Ellen Lohr.
Cette saison marque les débuts prometteurs de Ryan Smith qui remporte sa première victoire lors de la 2e course à Most et de Sascha Lenz qui obtient son premier podium de sa carrière avec une troisième place lors de la 4e course à Most.
Evénement historique avec le premier doublé féminin lors de la 4e course du Mans avec la victoire de Seffi Halm et la seconde place pour Ellen Lohr.
Jochen Hahn obtient la 100e victoire de sa carrière lors de la troisième course de la dernière manche au Mans. Il annonce par ailleurs la fin de sa coopération avec la marque allemande MAN marque avec laquelle il concourt depuis 2008. En 2017, il sera en partenariat avec la marque italienne IVECO pour trois ans au côté du triple champion d'Europe Gerd Körber.